# Эррера (провинция)
Эррера (исп. Herrera) — одна из провинций Панамы. Административный центр — город Читре.
Провинция названа в честь генерала Томаса Эрреры, была основана 18 января 1915 года на базе подразделения провинции Лос-Сантос. Столица Эрреры — Читре, расположенная недалеко от побережья провинции. Эррера граничит на севере с провинциями Верагуас и Кокле, на юге с провинцией Лос-Сантос, на востоке с Гольфо-де-Парита и провинцией Лос-Сантос, а на западе с провинцией Верагуас.

## География
Площадь провинции составляет 2340,7 км². Расположена на юге центральной части страны. Граничит с провинциями: Верагуас (на западе), Лос-Сантос (на юго-востоке) и Кокле (на севере). На северо-востоке омывается водами Панамского залива.

## Население
Население провинции по данным на 2010 год составляет 109 955 человек. Плотность населения — 46,97 чел./км².

## Административное деление

Административное деление провинции Эррера.

В административном отношении провинция подразделяется на 7 округов:
- Читре
- Лас-Минас
- Лос-Посос
- Оку
- Парита
- Песе
- Санта-Мариа

## Экономика
Экономика провинции базируется на рыболовстве; производстве сахарного тростника, молочных продуктов, алкогольной продукции, керамики, цемента; ремонте оборудования.